# SB 32b
Die Dampflokomotivreihe SB 32b war eine Schlepptenderlokomotivreihe der Südbahngesellschaft (SB), einer privaten Bahngesellschaft Österreich-Ungarns.
Bedingt durch die günstigen Erfahrungen mit der Reihe SB 32a ließ die SB ähnliche zehn Stück bei der Lokomotivfabrik Floridsdorf und bei der Wiener Neustädter Lokomotivfabrik bauen.
Die als Reihe 32b bezeichneten Maschinen wurden 1878 geliefert und erhielten die Betriebsnummern 1601–1610.
Im Unterschied zur Reihe 32a hatten sie Innensteuerung und einen auf dem Kesselscheitel angebrachten Sanddom.
Nach 1918 kamen alle Loks nach Italien und erhielten dort die Reihenbezeichnung FS 291.
Sie wurden zwischen 1926 und 1929 ausgemustert.